# Lécera
Lécera ist eine nordspanische Gemeinde (municipio) mit 599 Einwohnern (Stand: 2024) in der Provinz Saragossa in der Autonomen Gemeinschaft Aragón.

## Lage
Lécera liegt etwa 58 Kilometer (Fahrtstrecke) südsüdöstlich von Saragossa.

## Bevölkerungsentwicklung
| Jahr      | 1960 | 1970 | 1981 | 1991 | 2001 | 2011 | 2021 |
| Einwohner | 1812 | 1334 | 1156 | 1009 | 828  | 759  | 642  |

## Sehenswürdigkeiten
- Magdalenenkirche (Iglesia de Santa María Magdalena)
- Kapelle Santo Domingo

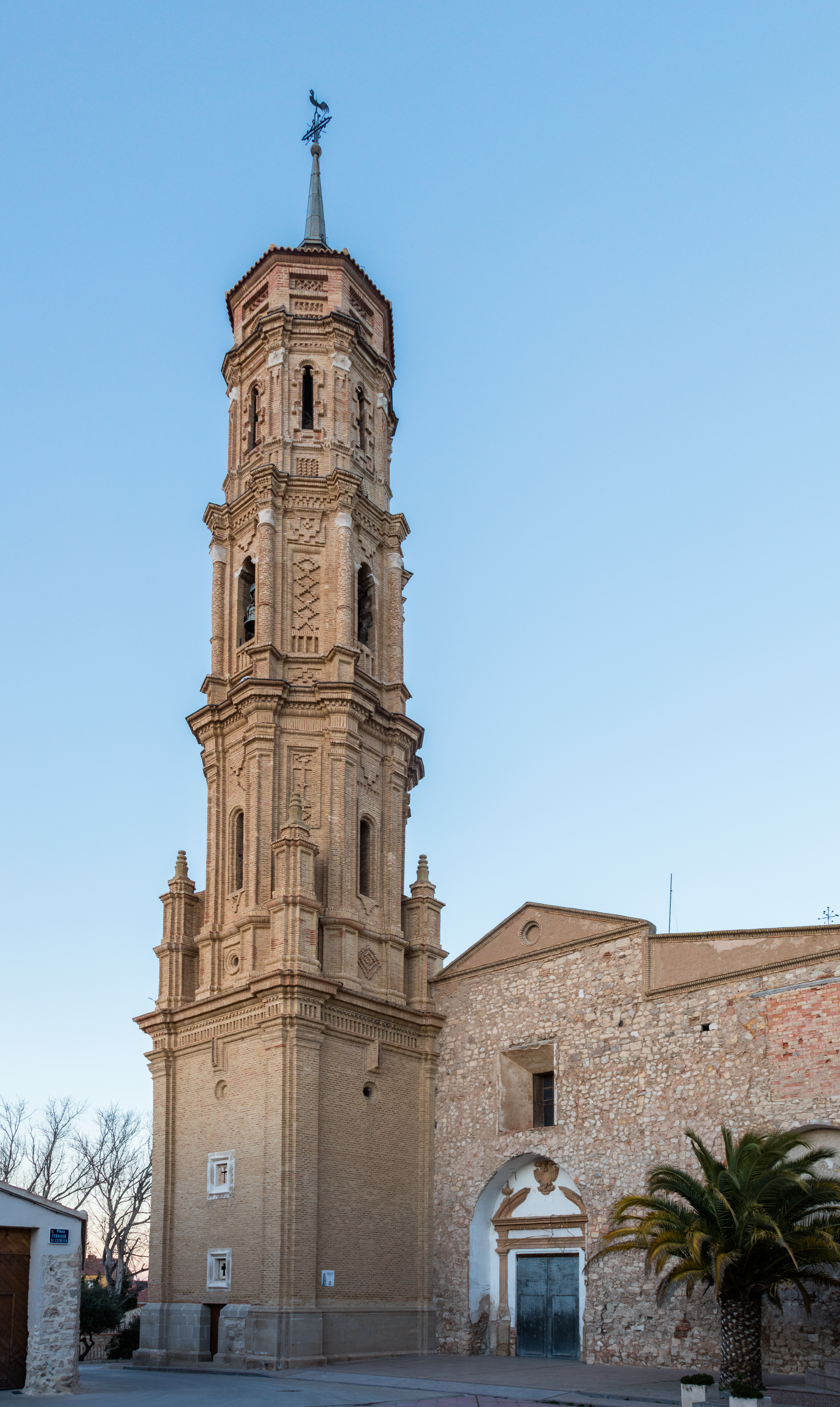
Magdalenenkirche
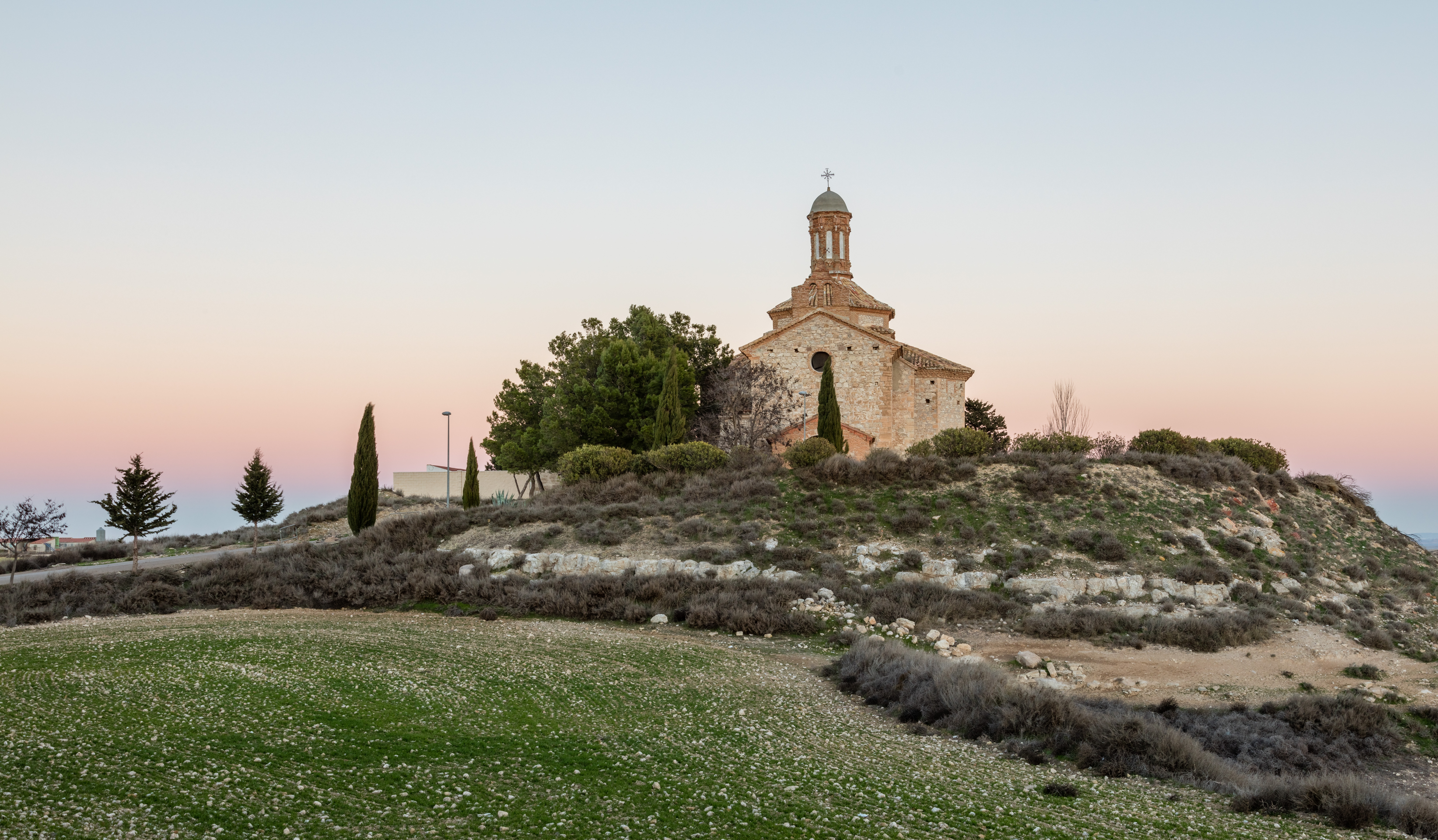
Kapelle Santo Domingo